# Kevin Pazmiño
Kevin Pazmiño (n. Riobamba, Ecuador; 4 de diciembre de 1996) es un árbitro de fútbol ecuatoriano. Es árbitro internacional FIFA VAR desde 2024.

## Biografía
Kevin Pazmiño debutó en el año 2019 y es internacional FIFA desde 2024 como juez central y árbitro VAR, sus inicios en el arbitraje van desde 2018 en categorías inferiores, torneos amateur y torneos de Segunda Categoría, ya en la temporada 2021 a la Primera Categoría B del Campeonato Ecuatoriano de Fútbol dirigió un partido siendo su debut.
Estuvo presente en la temporada inaugural de la Copa Ecuador en la tercera ronda entre El Nacional vs. Anaconda, fue designado como el árbitro central.
Desde el año 2022 viene siendo juez central en la máxima categoría del fútbol ecuatoriano, tanto en el torneo nacional como en la Copa Ecuador.
En la temporada 2023 fue seleccionado por la FEF para participar en una capacitación de la UEFA. Fue parte de la designación oficial para la final de ida de la LigaPro 2023 entre Independiente del Valle vs. Liga Deportiva Universitaria.

## Trayectoria
En el plano nacional debutó como árbitro central en el año 2021 dentro de la Serie B el 25 de marzo de ese año en el partido entre El Nacional vs. Chacaritas, partido disputado en la ciudad de Quito.
| 25 de marzo de 2021 | El Nacional                                 | 3:0 (1:0) | Chacaritas | Estadio Gonzalo Pozo Ripalda, Quito                    |                                                        |
| 19:00 (UTC-5)       | Zambrano 3' · Palacios 56' · E. Delgado 72' | Reporte   |            | Asistencia: Sin espectadores Árbitro(s): Kevin Pazmiño | Asistencia: Sin espectadores Árbitro(s): Kevin Pazmiño |

Su debut en la Serie A de Ecuador fue en 2022, en el partido entre Deportivo Cuenca vs. Mushuc Runa del 21 de octubre, el encuentro se jugó en Cuenca, válido por la Fecha 15 de la Fase 2.
| 21 de octubre de 2022 | Deportivo Cuenca                           | 3:1 (2:1)                         | Mushuc Runa  | Estadio Alejandro Serrano Aguilar, Cuenca               |                                                         |
| 19:00 (UTC-5)         | Branda 31' · Melo 41' · Colitto 65' (pen.) | LigaPro Reporte Soccerway Reporte | W. Ayoví 22' | Asistencia: 2780 espectadores Árbitro(s): Kevin Pazmiño | Asistencia: 2780 espectadores Árbitro(s): Kevin Pazmiño |

A nivel internacional en torneos Conmebol tendrá su debut en la temporada 2024.